# 1879 in Zwitserland
Dit artikel beschrijft het verloop van 1879 in Zwitserland.

## Ambtsbekleders
De Bondsraad was in 1879 samengesteld als volgt:
| Naam | Naam                | Partij    | Kanton     | Functie                                                                            |
| ---- | ------------------- | --------- | ---------- | ---------------------------------------------------------------------------------- |
|      | Bernhard Hammer     | radicalen | Solothurn  | Bondspresident in 1879; hoofd van het Departement van Politieke Zaken              |
|      | Emil Welti          | radicalen | Aargau     | Vicebondspresident in 1879; hoofd van het Departement van Posterijen en Spoorwegen |
|      | Fridolin Anderwert  | radicalen | Thurgau    | Hoofd van het Departement van Justitie en Politie                                  |
|      | Simeon Bavier       | radicalen | Graubünden | Hoofd van het Departement van Financiën en Douane                                  |
|      | Numa Droz           | radicalen | Neuchâtel  | Hoofd van het Departement van Handel en Landbouw                                   |
|      | Wilhelm Hertenstein | radicalen | Zürich     | Hoofd van het Departement van Militaire Zaken (vanaf 21 maart 1879)                |
|      | Karl Schenk         | radicalen | Bern       | Hoofd van het Departement van Binnenlandse Zaken                                   |

De Bondsvergadering werd voorgezeten door:
| Naam | Naam                | Partij              | Kanton     | Functie                                                        |
| ---- | ------------------- | ------------------- | ---------- | -------------------------------------------------------------- |
|      | Melchior Römer      | gematigde liberalen | Zürich     | Voorzitter van de Nationale Raad (tot 2 juni 1879)             |
|      | Arnold Künzli       | radicalen           | Aargau     | Voorzitter van de Nationale Raad (vanaf 2 juni 1879)           |
|      | Florian Gengel      | radicalen           | Graubünden | Voorzitter van de Kantonsraad (tot 2 juni 1879)                |
|      | Karl Rudolf Stehlin | gematigde liberalen | Bazel-Stad | Voorzitter van de Kantonsraad (van 3 juni tot 1 december 1879) |

## Gebeurtenissen

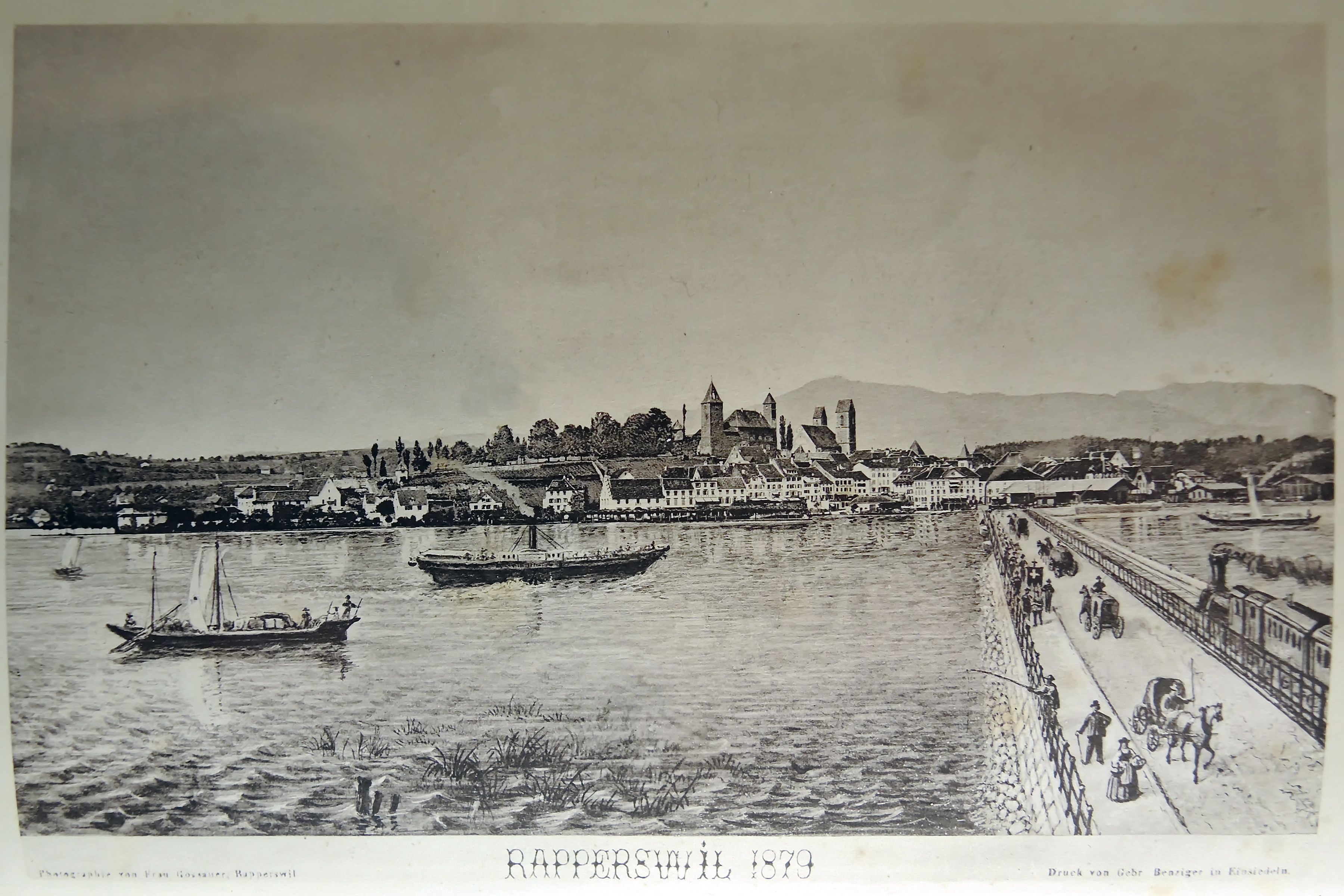
Zicht op Rapperswil (kanton Sankt Gallen) uit 1879.

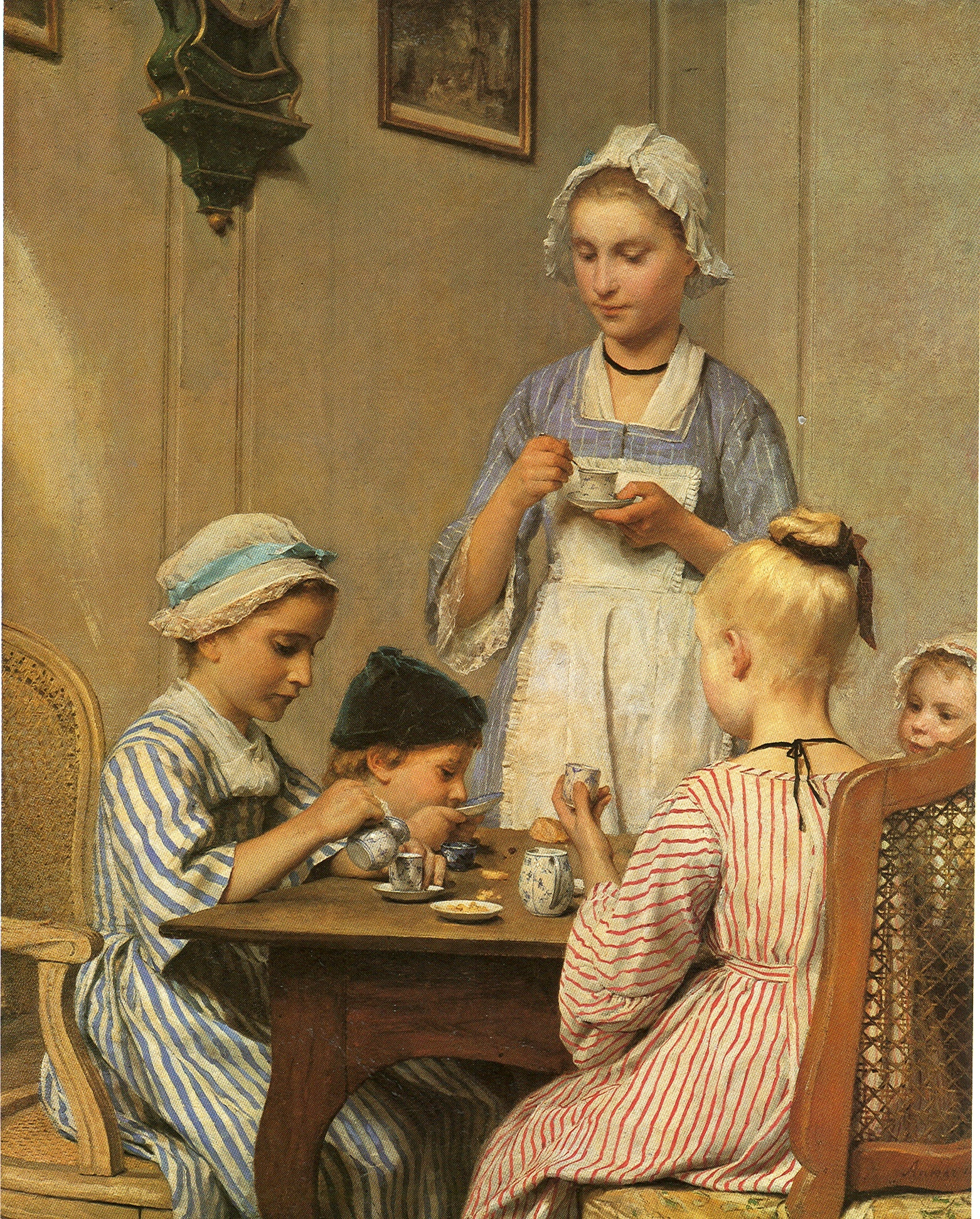
Kinderfrühstück van Albert Anker uit 1879.

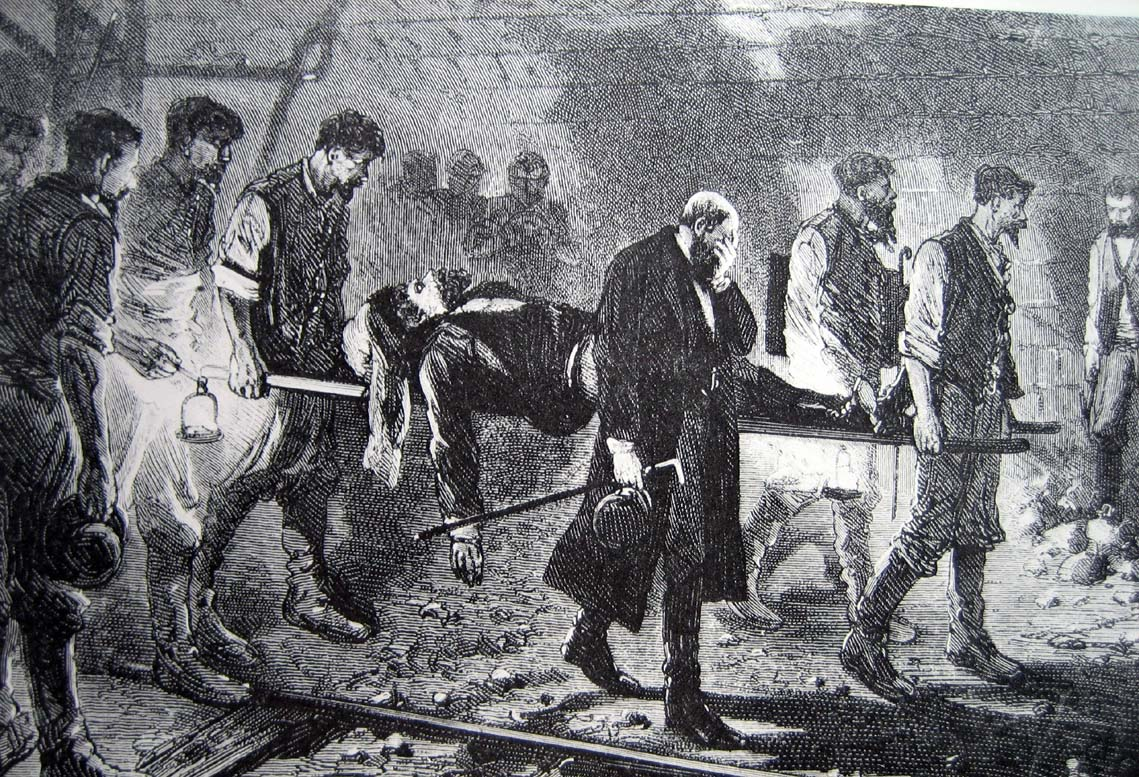
Overlijden van Louis Favre in de Gotthardtunnel, 19 juli 1879.

- In Territet, bij Montreux, (kanton Vaud) wordt de eerste telefoon van Zwitserland geïnstalleerd.
- Oprichting van het Kunstmuseum van Bern.
- De Tour du Lac Léman wordt voor het eerst verreden. De winnaar is Ernest Metral.
- De Kantonnale Bank van Nidwalden wordt opgericht.

### Januari
- 1 januari: Inwerkingtreding van de federale wet op de belasting op het vervoer van kranten.
- 19 januari: Bij het eerste referendum van het jaar keurt de bevolking met 278.731 stemmen voor (70,7 %) en 115.571 stemmen tegen (29,3 %) de federale wet goed die subsidies geeft aan spoorwegen in de Alpen.

### Februari
- 1 februari: Het eerste nummer van de Tribune de Genève wordt uitgebracht.
- 16 februari: Inwerkingtreding van de federale wet goed die subsidies geeft aan spoorwegen in de Alpen.
- 20 februari: Er trekt een grote storm boven Zwitserland die veel schade veroorzaakt aan woningen en in de bossen.

### Maart
- 21 maart: Wilhelm Hertenstein uit het kanton Zürich wordt verkozen als lid van de Bondsraad, als opvolger van het in december 1878 overleden lid Johann Jakob Scherer.

### April
- 10 april: Inwerkingtreding van de federale wet op de garanties verstrekt aan de zieken-, hulp-, bewaar-, spaar-, en pensioenkassen van de spoorwegarbeiders en hun waarborgen.
- 19 april: Oprichting van FC St. Gallen, de oudste nog bestaande voetbalploeg van Zwitserland.

### Mei
- 18 mei: Bij het tweede en laatste referendum van het jaar keuren bevolking en kantons met 200.485 stemmen (52,5 %) tegen 181.588 (47,5 %) de herziening van artikel 65 van de Zwitserse Grondwet omtrent de herinvoering van de doodstraf in Zwitserland goed.

### Juli
- 15 juli: Inwerkingtreding van de wet op de behandeling van fabrieksinspecteurs.
- 19 juli: In Göschenen (kanton Uri) komt spoorwegingenieur Louis Favre om het leven op de werf van de Gotthardtunnel, een project waarvan hij projectleider was.
- 21 juli: Inhuldiging van de kabelspoorweg van Giessbach (kanton Bern).

### Oktober
- 2 oktober: Inhuldiging van het Grand Théâtre in Genève (kanton Genève) met een opvoering van De opera Guillaume Tell van Gioachino Rossini.
- 30 oktober: Inwerkingtreding van de federale wet houdende verhoging van de invoerrechten voor bepaalde handelsgoederen.

### November
- 16 november: Oprichting van het Schweizerischer Gewerbeverband, de werkgeversorganisatie van de kleine zelfstandigen.

### December
- 31 december: Bij de ontsporing van een locomotief in Sankt Gallen (kanton Sankt Gallen) komen twee mensen om het leven.

## Geboren
- 24 januari: Anna Keller, lerares, feministe en schrijfster (overl. 1962)
- 22 februari: Clara Guthrie d'Arcis, Amerikaans-Zwitserse feministe en pacifiste (overl. 1937)
- 28 juni: Louis Chamorel, politicus (overl. 1966)
- 17 augustus: Pierre Ceresole, ingenieur, wiskundige en quaker (overl. 1945)
- 27 september: Marie Dübi-Baumann, arbeidersactiviste en feministe (overl. 1954)
- 1 november: Augusta Weldler-Steinberg, historica en journaliste (overl. 1932)
- 23 december: Maria Boschetti-Alberti, pedagoge en lerares (overl. 1951)

## Overleden
- 13 januari: Jakob Dubs, politicus en voormalig lid van de Bondsraad (geb. 1822)
- 14 januari: Pierre-Théodule Fracheboud, griffier, rechter, notaris, hoogleraar en politicus (geb. 1809)
- 1 maart: Joachim Heer, politicus en voormalig lid van de Bondsraad (geb. 1825)
- 16 maart: Johann Jakob Baader, arts en politicus (geb. 1810)
- 21 maart: Henri Grandjean, horlogemaker en politicus (geb. 1803)
- 11 mei: Samuel Gobat, bisschop (geb. 1799)
- 15 mei: Jakob Stämpfli, politicus en voormalig lid van de Bondsraad (geb. 1820)
- 15 mei: Gottfried Semper, naar Zwitserland gevlucht Duits architect (geb. 1803)
- 15 mei: August von Bonstetten, kunstschilder (geb. 1796)
- 27 juni: Marguerite Bays, zalige (geb. 1815)
- 1 juli: Heinrich Leuthold, dichter (geb. 1827)
- 2 juli: Henri Reymond, politicus (geb. 1819)
- 16 juli: Marcello (pseudoniem van Adèle d'Affry), beeldhouwster en kunstschilderes (geb. 1836)
- 19 juli: Louis Favre, spoorwegingenieur (geb. 1826)
- 1 september: Charles-Louis de Bons, journalist (geb. 1809)
- 16 september: Jacques Auguste Chavannes, entomoloog (geb. 1810)
- 5 december: Hermann Siegfried, militair cartograaf, bekend van de Topografische Atlas van Zwitserland ofwel de Siegfriedkaarten (geb. 1819)
- 16 december: Charles Henri Godet, botanicus (geb. 1797)
- 17 december: François-Joseph Burrus, industrieel (geb. 1805)

1848
· 1849
· 1850
· 1851
· 1852
· 1853
· 1854
· 1855
· 1856
· 1857
· 1858
· 1859
· 1860
· 1861
· 1862
· 1863
· 1864
· 1865
· 1866
· 1867
· 1868
· 1869
· 1870
· 1871
· 1872
· 1873
· 1874
· 1875
· 1876
· 1877
· 1878
· 1879
· 1880
· 1881
· 1882
· 1883
· 1884
· 1885
· 1886
· 1887
· 1888
· 1889
· 1890
· 1891
· 1892
· 1893
· 1894
· 1895
· 1896
· 1897
· 1898
· 1899
· 1900
· 1901
· 1902
· 1903
· 1904
· 1905
· 1906
· 1907
· 1908
· 1909
· 1910
· 1911
· 1912
· 1913
· 1914
· 1915
· 1916
· 1917
· 1918
· 1919
· 1920
· 1921
· 1922
· 1923
· 1924
· 1925
· 1926
· 1927
· 1928
· 1929
· 1930
· 1931
· 1932
· 1933
· 1934
· 1935
· 1936
· 1937
· 1938
· 1939
· 1940
· 1941
· 1942
· 1943
· 1944
· 1945
· 1946
· 1947
· 1948
· 1949
· 1950
· 1951
· 1952
· 1953
· 1954
· 1955
· 1956
· 1957
· 1958
· 1959
· 1960
· 1961
· 1962
· 1963
· 1964
· 1965
· 1966
· 1967
· 1968
· 1969
· 1970
· 1971
· 1972
· 1973
· 1974
· 1975
· 1976
· 1977
· 1978
· 1979
· 1980
· 1981
· 1982
· 1983
· 1984
· 1985
· 1986
· 1987
· 1988
· 1989
· 1990
· 1991
· 1992
· 1993
· 1994
· 1995
· 1996
· 1997
· 1998
· 1999
· 2000
· 2001
· 2002
· 2003
· 2004
· 2005
· 2006
· 2007
· 2008
· 2009
· 2010
· 2011
· 2012
· 2013
· 2014
· 2015
· 2016
· 2017
· 2018
· 2019
· 2020
· 2021
· 2022
· 2023